# フーベルトゥス・フォン・ザクセン＝コーブルク・ウント・ゴータ
ディートマル・フーベルトゥス・フリードリヒ・ヴィルヘルム・フィリップ・フォン・ザクセン＝コーブルク・ウント・ゴータ（Dietmar Hubertus Friedrich Wilhelm Philipp Prinz von Sachsen-Coburg und Gotha, 1909年8月24日 - 1943年11月26日）は、ドイツ帝国・ザクセン＝コーブルク＝ゴータ公国の公子、ドイツ国防軍士官。

## 生涯
最後のザクセン＝ゴーブルク＝ゴータ公カール・エドゥアルトとその妻でシュレースヴィヒ＝ホルシュタイン＝ゾンダーブルク＝グリュックスブルク公フリードリヒ・フェルディナントの娘であるヴィクトリア・アーデルハイトの間の第3子、次男として生まれた。幼少期に家庭で教育を受けた後、コーブルクのカジミーリアヌム中等教育学校に通った。
1932年、兄ヨハン・レオポルトが家内法に違反した貴賤結婚により家督相続権を放棄すると、フーベルトゥスが父の相続人として扱われるようになった。しかし彼は全く花嫁を探す気がなかった。彼は同性愛者であり、その性的嗜好はすでに高校在学中からオープンなものとなっていた。
1939年10月19日に国民社会主義ドイツ労働者党（NSDAP）員となり（党員番号は721万3588番）、第二次世界大戦中は東部戦線で従軍した。1943年11月26日、ウクライナのヴェリーキー・モスティ上空で搭乗していた航空機が撃墜され戦死した。遺体はカレンベルク城周辺の森に立つ公爵家の霊廟に埋葬された。
公爵家の家督は弟フリードリヒ・ヨシアスが相続した。

## 引用
1. ↑  Harald Sandner: Hitlers Herzog – Carl Eduard von Sachsen-Coburg und Gotha – Die Biographie. Shaker Media Aachen 2011, S. 199
2. ↑  Harald Sandner: Hitlers Herzog – Carl Eduard von Sachsen-Coburg und Gotha – Die Biographie. Shaker Media Aachen 2011, S. 236
3. ↑  Harald Sandner: Hitlers Herzog – Carl Eduard von Sachsen-Coburg und Gotha – Die Biographie. Shaker Media Aachen 2011, S. 353